# 茱莉·史特蘭
茱莉·安·史特蘭（英語：Julie Ann Strain，1962年2月28日—2021年1月10日），美國女演員、模特兒、導演及製片人。史特蘭被評為1991年6月《閣樓》月度寵物，後成為1993年《閣樓》年度寵物。她拍攝了上百部電影，並被封為「B級片女王」，也時常擔任漫畫模特兒。2000年為動畫電影《重金属2000》的主角配音，並成為第三人稱射擊遊戲《重金屬女戰士》的靈感來源。她經常擔任聖地牙哥國際漫畫展等漫畫展的嘉賓小組成員。

## 早年及個人生活
茱莉·安·史特蘭生於加利福尼亞州康科德。史特蘭身高達1.85米。1995年至2006年，她與《忍者龜》的共同創造者凱文·伊斯特曼結婚。兩人共同出演了幾部電影，如《勇士之日》（1996年）和《重返野蠻灘》（1998年）。
史特蘭在20多歲時頭部受了傷。因此患上了逆行性失憶症。
2018年11月，男友戴夫·格拉姆（Dave Gram）宣布史特蘭已處於失智症晚期，據信是摔倒所致，正在家中接受臨終關懷。2020年1月，史特蘭經常合作的馬里布灣電影（Malibu Bay Films）公司誤報了她已去世的消息，該公司很快就撤回了聲明。史特蘭實際於2021年1月10日去世，享年58歲。

## 外部連結
- 茱莉·史特蘭在互联网电影资料库（IMDb）上的資料（英文）
- 茱莉·史特蘭在網際網路成人電影資料庫
- 成人電影資料庫上茱莉·史特蘭的资料（英文）